# 빅터 토마스
빅터 토마스(Victor Thomas, 1979년 2월 1일~)는 원주 동부 프로미의 농구선수이다. KBL에서 활동한 외국인 선수 중 가장 많은 클럽을 거친 선수이며, 2010~2011 시즌까지 합쳐 총 5시즌을 KBL에서 뛰고 있다.

## 이적 경로
- 2003~2004 창원 LG 세이커스
- 2007~2008 서울 삼성 썬더스
- 2008~2009 울산 모비스 피버스
- 2010~2011 원주 동부 프로미
- 2012~ 원주 동부 프로미